# Усадьба Демидовых в Толмачёвском переулке
Усадьба Демидовых в Толмачёвском переулке — старинная московская городская усадьба конца XVIII — начала XIX века, первоначально (в 1772—1814 годах) принадлежавшая роду Демидовых. Находилась в доме № 3 по Большому Толмачёвскому переулку, где в настоящее время располагается Научная педагогическая библиотека имени К. Д. Ушинского. Объект культурного наследия России федерального значения.

## История
Первым историческим письменным документом, позволяющим определить владельца усадьбы, в настоящее время является прошение титулярной советницы Анны Демидовой, найденное в фондах Исторического Архива МВД Московской области. Оно было подано 13 июня 1797 года по поводу нового строительства на её дворе, из которого следует, что дом и земельный участок были приобретены Демидовыми у Петра Гаврилова Камещева в 1772 году. По утверждению историков «владение это с каменным домом известно с 1777 года, когда оно принадлежало сыну Прокофия Демидова Аммосу Прокофьевичу Демидову, oт которого перешло к его вдове Анне Никифоровне рождённой кн. Вяземской». Аммос Демидов был офицером гвардии: в 1776 году он — прапорщик, в 1780 году — титулярный советник. Его жена, княжна Анна Никифоровна Вяземская, происходила из древнейшего русского дворянского рода (её отец Никифор Кондратьевич был учителем царевича Алексея Петровича и пострадал за участие в его деле).
Главное здание в стиле классицизма было построено Демидовыми, предположительно по проекту архитектора М. Казакова. Был ли этот дом построен самим Казаковым, точно не известно, так как не найдено письменных документальных источников, подтверждающих данное предположение. Можно утверждать, что архитектор — автор проекта здания относился к кругу М. Ф. Казакова и его школе. Первоначальное здание отличалось простотой и компактностью объёмов, имело невысокий аттик, рустованный цоколь, нарядные наличники парадного этажа и балкон-козырёк по центру над входом.
В конце XVIII века усадьба от Демидовой перешла к генеральше Елизавете Ивановне Загряжской, матери П. П. Загряжского, которая, овдовев, вышла замуж за владельца соседней усадьбы — адмирала Шешукова. В 1812 году во время пожара Москвы, когда Замоскворечье почти полностью выгорело, горел и этот дом. Все деревянные надворные строения были уничтожены, а от каменного дома остались только кирпичные стены и своды.
К 1826 году бывшая усадьба Демидовых числится уже не за Загряжской, а за почётным московским купцом Ильёй Михайловичем Козлининым, который скорее всего купил у Загряжской сгоревшую усадьбу и восстановливал её после пожара 1812 года.
После восстановления главный дом усадьбы претерпел существенные архитектурные изменения, которые сделали его более нарядным, торжественным и значительным. С северной стороны к дому был пристроен шестиколонный портик, с фронтоном и открытой площадкой за колоннами на уровне второго этажа. Колонны коринфского ордера, занимающие всю высоту двух верхних этажей, установлены на аркатуре нижнего рустованного этажа, решённого, как стилобат всего дома. Крайние окна второго этажа северного фасада дома, с балконами на кронштейнах, были обрамлены по сторонам парными коринфскими колонками, несущими небольшой, разорванный аркой фронтон со скульптурной вставкой на плоскости стены. Плоскость фасада между вторым и третьим этажом была украшена протяжёнными барельефами и круглыми медальонами между пилястр с тематикой аллегорического содержания. Такое архитектурное решение главного фасада дома сохранилось в основном до наших дней. Каким архитектором были произведены эти восстановительные работы, остаётся неизвестным. Боковые фасады заданий остались в прежней архитектурной трактовке.
В 1857 году здание усадьбы было куплено графиней М. Ф. Соллогуб. В 1860—1880-е годы здесь жил её сын — Ф. Л. Соллогуб, художник, коллекционер и поэт-любитель, в этом доме бывали Владимир Соловьёв, Юрий Самарин, С. Н. Трубецкой и другие деятели русской культуры. В 1882 году усадьба была продана М. Ф. Соллогуб за 100 500 руб. серебром Московскому учебному округу, и со 2 сентября 1882 года его владельцем стала Московская 6-я гимназия.
Гимназия существовала здесь до 1915 года,
когда главный дом был занят госпиталем для душевнобольных воинов.
Госпиталь существовал до 1917 года, а с 1918 года здесь снова размещалась гимназия, затем — школа, ряд других организаций: детский сад, спецшкола ВВС, детский дом.
С 1942 года в здании стала располагаться Центральная библиотека по народному образованию при Наркомпросе, ныне Научная педагогическая библиотека имени К. Д. Ушинского.

## Архитектура
Главное здание с рядом различных исторически сложившихся сооружений представляет собой тип московской городской усадьбы и является памятником гражданского зодчества конца XVIII и середины XIX столетий.
До начала XX века усадьба занимала гораздо большую площадь, чем в настоящее время. Парк усадьбы простирался за восточный корпус почти до Ордынки, а за главным корпусом — до Пыжёвского переулка. На месте фруктовых деревьев, столетних лип, дубов и пруда, располагавшихся на территории усадьбы, в настоящее время находятся многоэтажное здание Росатома и высотный корпус Института редких металлов.
Ограда и ворота усадьбы являются образцом русского литейного искусства 50-х годов XVIII века. Фантазия и мастерство авторов превратили тяжёлую чугунную решётку в воздушное, кажущееся почти невесомым кружево. Решётка была выполнена по чертежам Ф. С. Аргунова и отлита крепостным мастером Д. Т. Сизовым на одном из нижнетагильских Демидовских заводов в 1760-х гг. В усадьбу она была перенесена из большого демидовского дворца на Вознесенской улице.

## Культурная значимость
В кинематографе
Усадьба была местом съёмок фильма Геннадия Полоки «Наше призвание»